# Rivière Charles
 (août 2013).
Si vous disposez d'ouvrages ou d'articles de référence ou si vous connaissez des sites web de qualité traitant du thème abordé ici, merci de compléter l'article en donnant les références utiles à sa vérifiabilité et en les liant à la section « Notes et références ».
La rivière Charles (en anglais Charles River)  est un fleuve côtier de 129 km de long qui s'écoule dans l'est de l'État américain du Massachusetts avant de se jeter dans l'océan Atlantique à Boston. Elle sépare cette ville (rive droite) de Cambridge (rive gauche). Son nom vient du roi Charles I d'Angleterre.

## Géographie
Sa source se trouve à 129 kilomètres de son estuaire à Echo Lake (Hopkinton). Elle traverse 58 villes de l'est de l'État du Massachusetts, avant de se jeter dans le port de Boston et l'océan Atlantique. Son bassin versant est très urbanisé et s'étend sur 798 km2. Le niveau de pollution de ses eaux fait l'objet d'une attention toute particulière de la part des autorités. Plusieurs campus universitaires occupent ces deux rives : université Harvard, université de Boston, université Brandeis et le prestigieux Massachusetts Institute of Technology.

## Histoire
À l'époque précolombienne, les Amérindiens utilisent la rivière Charles pour le transport et la pêche. Au XVIIe siècle, Captain John Smith explore et cartographie la côte de Nouvelle-Angleterre, nommant de nombreux lieux. Il avait initialement nommé la Charles River la « Massachusetts River », dont le nom venait d'une tribu amérindienne qui habitait la région. Quand Smith présente la carte au roi Charles I d'Angleterre, il suggère que le roi se sente libre de changer n'importe lequel des « noms barbares » pour des noms « anglais ». Le roi fait de nombreux changements. Seuls quatre d'entre eux sont restés aujourd'hui, dont la Charles River, nommé par le roi d'après lui-même.
Avec la fondation puis le développement de la ville de Boston, on détourne ses eaux (canal de Mother Brook (en)) pour alimenter les moulins et obtenir ainsi l'énergie indispensable aux forges et à l'industrie textile. Au XIXe siècle, les bords du fleuve sont aménagés sur environ 30 kilomètres par les paysagistes Charles Eliot (en) et Arthur Shurcliff (en), élèves du célèbre Frederick Law Olmsted. Ils dessinent vingt parcs et aires naturelles depuis Charlestown Bridge à Watertown Square.

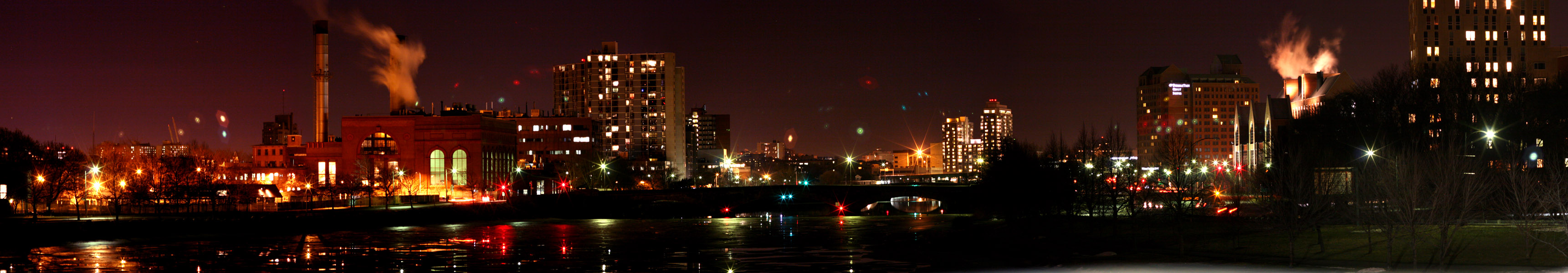
La rivière Charles, vue nocturne en hiver depuis le pont John W. Weeks.

## Ponts, tunnels et barrages

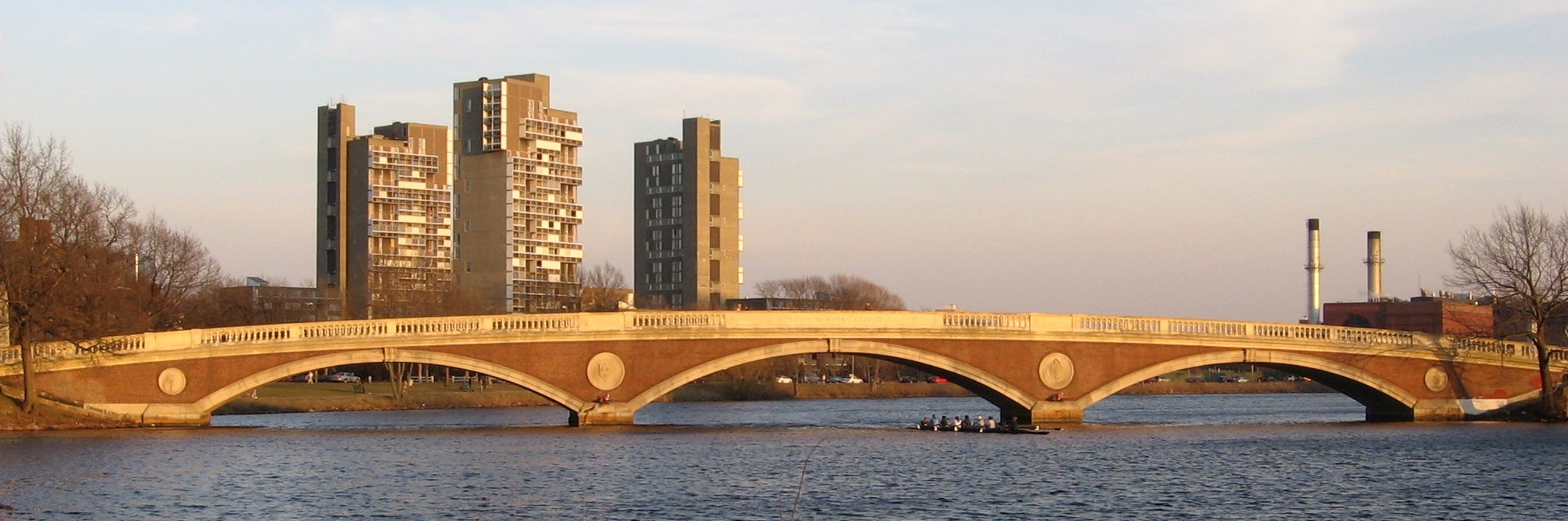
John W. Weeks Bridge.

Les ponts et tunnels suivants sont classés d'est en ouest : 
- Charlestown Bridge, 1900
- Charles River Dam (en), 1978
- Warren Bridge (en), 1828 (démoli en 1962)
- Charlestown High Bridge (en), 1956 (démoli en 2004)
- Leonard P. Zakim Bunker Hill Memorial Bridge (en), 2003
- Leverett Circle Connector Bridge (en), 1999
- Haymarket North Extension (en) (tunnel), 1975
- Charles River Bridge (en), 1931
- Lechmere Viaduct (en), 1912
- Charles River Dam Bridge (en), 1910
- Longfellow Bridge, 1907
- Harvard Bridge (en), 1891
- Boston University Bridge (en), (ancien Cottage Farm Bridge) 1928
- Grand Junction Railroad

- River Street Bridge (en), 1926
- Western Avenue Bridge (en), 1924
- John W. Weeks Bridge (en), 1926
- Anderson Memorial Bridge (en), 1912
- Eliot Bridge (en), 1950
- Arsenal Street Bridge (en), 1925
- North Beacon Street Bridge (en) (US 20) 1917
- Watertown Bridge (en), vers 1907
- Watertown Dam (en), vers 1634